# Emelie Öhrstig
Emelie Öhrstig (* 27. Februar 1978 in Borås) ist eine ehemalige schwedische Skilangläuferin und Radsportlerin.

## Werdegang
Emelie Öhrstig wurde 1996 Junioren-Vizeweltmeisterin auf dem Mountainbike. 1999 gewann sie die nordischen Meisterschaften sowohl auf dem Mountainbike als auch auf der Straße. Einige Jahre hatte sie neben dem Radsport auch Skilanglauf betrieben und sich dann ganz für den Wintersport entschieden. Im Skilanglauf trat sie international bei den Nordischen Junioren-Skiweltmeisterschaften 1997 in Canmore erstmals in Erscheinung und belegte dabei den 27. Platz über 5 km klassisch. In den folgenden Jahren bis 2002 nahm sie vorwiegend an FIS-Rennen teil. Im März 1998 lief sie in Falun ihr erstes Weltcuprennen, welches sie auf den 70. Platz über 5 km Freistil beendete. Ihre ersten Weltcuppunkte holte sie im März 2000 in Oslo mit dem 29. Platz im Sprint. Im Februar 2002 siegte sie beim Tjejvasan. Zu Beginn der Saison 2002/03 kam sie beim Weltcup in Clusone mit dem achten Platz im Sprint erstmals unter den ersten Zehn. Im weiteren Saisonverlauf erreichte sie bei allen weiteren Sprintrennen Weltcuppunkte. Beim Saisonhöhepunkt den Nordischen Skiweltmeisterschaften 2003 im Val di Fiemme belegte sie den 21. Platz im Sprint. Zum Saisonende kam sie im Sprint mit dem achten Platz in Drammen und den fünften Rang in Oslo erneut unter den ersten Zehn und erreichte damit den 11. Platz im Sprintweltcup. Zu Beginn der folgenden Saison errang sie in Düsseldorf den neunten Platz im Sprint und den siebten Rang im Teamsprint. Im Dezember 2003 verpasste sie in Toblach zusammen mit Sofia Domeij mit dem vierten Platz im Teamsprint nur knapp das Podest. In der Saison gewann sie wie in der Vorsaison bei allen Sprints Weltcuppunkte und kam dabei dreimal unter den ersten Zehn. Sie beendete die Saison wie im Vorjahr auf den 11. Rang im Sprintweltcup. Ebenfalls in der Saison wurde sie schwedische Meisterin in der Staffel mit ihrem Verein Piteå Elit SK.
Zu Beginn der Saison 2004/05 wurde Öhrstig in Düsseldorf zusammen mit Anna Dahlberg Vierte im Teamsprint. Bei sieben Sprintteilnahmen im Weltcup kam sie sechsmal unter den ersten Zehn. Dabei holte sie im Dezember 2004 in Asiago mit dem vierten Platz ihr bestes Einzelresultat. Im folgenden Monat erreichte sie in Pragelato mit dem zweiten Platz Anna Dahlberg im Teamsprint ihre erste und einzige Podestplatzierung im Weltcup. Bei den Nordischen Skiweltmeisterschaften 2005 in Oberstdorf gewann sie die Goldmedaille im Sprint. Zudem wurde sie Neunte zusammen mit Anna Dahlberg im Teamsprint. Bei den schwedischen Meisterschaften 2005 siegte sie über 15 km, im Sprint und wie im Vorjahr mit der Staffel. Zum Saisonende belegte sie den 25. Platz im Gesamtweltcup und den neunten Rang im Sprintweltcup. Nach Platz 44 im Sprint zu Beginn der Saison 2005/06 in Vernon wurde sie bei den Sprintrennen in Nové Město, Otepää und Davos jeweils Achte und in Oberstdorf Siebte. Beim Saisonhöhepunkt den Olympischen Winterspielen 2006 in Pragelato schied sie im Viertelfinale des Freistilsprints aus und belegte damit den 22. Platz. Im Distanzrennen über 10 km klassisch errang sie den 47. Platz. Zum Saisonende holte bei allen drei Weltcupsprints Punkte und errang in Borlänge den vierten Platz. Im Gesamtweltcup und im Sprintweltcup erreichte sie wie im Vorjahr die Platzierungen 25 und neun. Nach der Saison 2005/06 beendete sie ihre Karriere.
Öhrstig nahm an 32 Weltcupsprints teil und kam dabei 31-mal in die Punkteränge und 19-mal unter die ersten Zehn. Bei ihren 14 Weltcupteilnahmen an Distanzrennen holte sie bei keinen Rennen Punkte. Ihr bestes Resultat dabei war der 35. Platz im Januar 2003 in Otepää im 15-km-Massenstartrennen.

## Platzierungen im Weltcup

### Weltcup-Statistik
Die Tabelle zeigt die erreichten Platzierungen im Einzelnen.
- 1.–3. Platz: Anzahl der Podiumsplatzierungen
- Top 10: Anzahl der Platzierungen unter den ersten zehn
- Punkteränge: Anzahl der Platzierungen innerhalb der Punkteränge
- Starts: Anzahl gelaufener Rennen in der jeweiligen Disziplin
- Hinweis: Bei den Distanzrennen erfolgt die Einordnung gemäß FIS.

| Platzierung         | Distanzrennen a | Distanzrennen a | Distanzrennen a | Distanzrennen a | Distanzrennen a | Skiathlon Verfolgung | Sprint | Etappen- rennen b | Gesamt | Team c | Team c  |
| Platzierung         | ≤ 5 km          | ≤ 10 km         | ≤ 15 km         | ≤ 30 km         | > 30 km         | Skiathlon Verfolgung | Sprint | Etappen- rennen b | Gesamt | Sprint | Staffel |
| ------------------- | --------------- | --------------- | --------------- | --------------- | --------------- | -------------------- | ------ | ----------------- | ------ | ------ | ------- |
| 1. Platz            |                 |                 |                 |                 |                 |                      |        |                   |        |        |         |
| 2. Platz            |                 |                 |                 |                 |                 |                      |        |                   |        | 1      |         |
| 3. Platz            |                 |                 |                 |                 |                 |                      |        |                   |        |        |         |
| Top 10              |                 |                 |                 |                 |                 |                      | 19     |                   | 19     | 9      | 5       |
| Punkteränge         |                 |                 |                 |                 |                 |                      | 31     |                   | 31     | 9      | 6       |
| Starts              | 2               | 5               | 1               | 2               |                 | 4                    | 32     |                   | 46     | 9      | 6       |
| Stand: Karriereende |                 |                 |                 |                 |                 |                      |        |                   |        |        |         |

### Weltcup-Gesamtplatzierungen
| Saison    | Gesamt | Gesamt | Sprint | Sprint |
| Saison    | Punkte | Platz  | Punkte | Platz  |
| --------- | ------ | ------ | ------ | ------ |
| 1999/2000 | 11     | 71.    | 11     | 51.    |
| 2000/01   | 10     | 89.    | 10     | 62.    |
| 2001/02   | 5      | 88.    | 5      | 61.    |
| 2002/03   | 109    | 36.    | 159    | 11.    |
| 2003/04   | 157    | 31.    | 157    | 11.    |
| 2004/05   | 210    | 25.    | 218    | 9.     |
| 2005/06   | 228    | 25.    | 228    | 9.     |